# گسل تبریز
گسل تبریز یکی از ساختارهای خطی ایران است که با درازای ۱۰۰ کیلومتر از کوه‌های میشو (در غرب) تا بستان‌آباد (در شرق) قابل ردیابی است. بهترین اثر این گسل در شمال تبریز دیده می‌شود و به همین دلیل گسل تبریز نام‌گذاری شده‌است. روند عمومی آن شمال ۱۱۵ درجه شرقی و شیب آن قائم است. از صوفیان به سمت غرب، این گسل پس از گذشتن از شهرستان خوی به سمت ماکو و سپس به کوه‌های آرارات در ترکیه می‌رسد. ادامه جنوب‌شرقی آن کوه‌های سلطانیه در جنوب‌شرقی زنجان است که ممکن است به گسل قم–زفره برسد.
گسل شمال تبریز یکی از گسل‌های قدیمی ایران است که از فروافتادگی زنجان–ابهر، شمال تبریز و شمال‌غربی آذربایجان گذشته و تا قفقاز ادامه می‌یابد. در زمان دوونین پیشین، این گسل منطقه آذربایجان را به دو بلوک تقسیم می‌کد. بلوک شمال‌شرقی فروافتاده و بلوک جنوب‌غربی تا پایان کربنیفر به صورت فرازمین بوده‌است؛ بنابراین ممکن است فعالیت این گسل از دوره دوونین آغاز شده باشد؛ هرچند که سن قدیمی‌تر آن محتمل است.

## لرزه‌خیزی
اگرچه در شمال فرودگاه تبریز، سنگ‌های میوسن بر روی رسوبات آبرفتی کواترنری رانده شده‌اند، ولی بررسی زمین‌لرزه‌های تاریخی و ۱۰۰ سال گذشته تبریز، هیچ نشانی از فعالیت این گسل ندارد. برخی پژوهشگران مانند مانوئل بربریان، حرکت دوباره گسل همراه با زمین‌لرزه‌ای ویران‌گر را محتمل می‌دانند.